# Hibernian Football Club 2018-2019
Questa voce raccoglie le informazioni riguardanti l'Hibernian Football Club nelle competizioni ufficiali della stagione 2018-2019.

## Stagione
- In Scottish Premiership l'Hibernian si classifica al 5º posto (54 punti), dietro all'Aberdeen e davanti agli Hearts.
- In Scottish Cup viene eliminato ai quarti di finale dal Celtic (0-2).
- In Scottish League Cup viene eliminato ai quarti di finale dall'Aberdeen (0-0 e poi 5-6 ai rigori).
- In Europa League supera il primo turno preliminare battendo i faroesi del NSÍ Runavík (12-5) e il secondo turno battendo i greci dell'Asteras Tripolīs (4-3), poi perde al terzo turno preliminare contro i norvegesi del Molde (0-3).

## Maglie e sponsor
| Casa | Trasferta | Terza divisa |

## Rosa
| N. |                        | Ruolo | Calciatore            |
| -- | ---------------------- | ----- | --------------------- |
| 1  | Israele (bandiera)     | P     | Ofir Marciano         |
| 2  | Scozia (bandiera)      | D     | David Gray (capitano) |
| 3  | Scozia (bandiera)      | D     | Steven Whittaker      |
| 4  | Scozia (bandiera)      | D     | Paul Hanlon           |
| 5  | Australia (bandiera)   | C     | Mark Millighan        |
| 6  | Inghilterra (bandiera) | C     | Marvin Bartley        |
| 7  | Irlanda (bandiera)     | C     | Daryl Horgan          |
| 8  | Lituania (bandiera)    | C     | Vykintas Slivka       |
| 9  | Scozia (bandiera)      | A     | Marc McNulty          |
| 10 | Scozia (bandiera)      | C     | Martin Boyle          |
| 13 | Scozia (bandiera)      | C     | Ryan Gauld            |
| 14 | Scozia (bandiera)      | C     | Stevie Mallan         |
| 16 | Scozia (bandiera)      | D     | Lewis Stevenson       |
| 17 | Ghana (bandiera)       | A     | Thomas Agyepong       |

| N. |                        | Ruolo | Calciatore          |
| -- | ---------------------- | ----- | ------------------- |
| 18 | Paesi Bassi (bandiera) | D     | Miquel Nelom        |
| 21 | Scozia (bandiera)      | P     | Ross Laidlaw        |
| 22 | Svizzera (bandiera)    | A     | Florian Kamberi     |
| 23 | Grecia (bandiera)      | D     | Charalampos Mavrias |
| 24 | Scozia (bandiera)      | D     | Darren McGregor     |
| 31 | Ungheria (bandiera)    | P     | Ádám Bogdán         |
| 32 | Scozia (bandiera)      | A     | Oli Shaw            |
| 33 | Scozia (bandiera)      | C     | Fraser Murray       |
| 36 | Scozia (bandiera)      | D     | Ryan Porteous       |
| 40 | Belgio (bandiera)      | C     | Stephane Omeonga    |
| 43 | Scozia (bandiera)      | D     | Sean Mackie         |
| 47 | Scozia (bandiera)      | C     | Jamie Gullan        |
| 49 | Scozia (bandiera)      | A     | Lewis Allan         |

## Risultati

### Scottish Premiership

#### Prima fase
| Arbitro: | Bobby Madden |

|                                                 |           |  |
| Stevie Mallan 30’ Oli Shaw 45’ Martin Boyle 51’ | Marcatori |  |

| Arbitro: | Willie Collum |

|                          |           |              |
| Stevie Mallan 22’ (aut.) | Marcatori | 51’ Oli Shaw |

| Arbitro: | Andrew Dallas |

|                    |           |                  |
| Jamie Maclaren 86’ | Marcatori | 45’ Tommie Hoban |

| Arbitro: | Steven McLean |

|                                   |           |                  |
| Shaun Byrne 58’ Scott Pittman 90’ | Marcatori | 52’ Daryl Horgan |

| Arbitro: | John Beaton |

|                                                             |           |                                    |
| Stevie Mallan 12’ David Gray 23’ Florian Kamberi 78’ (rig.) | Marcatori | 26’ Eamonn Brophy 44’ Greg Stewart |

| Arbitro: | Andrew Dallas |

|  |           |                                                          |
|  | Marcatori | 51’ Florian Kamberi 54’ Martin Boyle 88’ Thomas Agyepong |

| Arbitro: | Euan Anderson |

|  |           |                |
|  | Marcatori | 14’ David Gray |

| Arbitro: | Don Robertson |

| |           |  |
| Martin Boyle 25’ Stevie Mallan 34’ Emerson Hyndman 39’ Stevie Mallan 71’ Florian Kamberi 90'+1’ Matthew Kilgallon 90'+3’ (aut.) | Marcatori |  |

| Arbitro: | Don Robertson |

|                                                                         |           |                                      |
| Tom Rogic 8’ Olivier Ntcham 19’ Odsonne Edouard 70’ Odsonne Edouard 88’ | Marcatori | 63’ Florian Kamberi 73’ Martin Boyle |

| Edimburgo 19 dicembre 2018, ore 20:45 10ª giornata | Hibernian     | 0 – 0 referto | Rangers | Easter Road Stadium (18.662 spett.)\| Arbitro: \| Craig Thomson \| |
| Arbitro:                                           | Craig Thomson |               |         |                                                                    |

| Edimburgo 31 ottobre 2018, ore 20:45 11ª giornata | Hearts        | 0 – 0 referto | Hibernian | Tynecastle Park (19.410 spett.)\| Arbitro: \| Andrew Dallas \| |
| Arbitro:                                          | Andrew Dallas |               |           |                                                                |

| Arbitro: | Nick Walsh |

|  |           |                     |
|  | Marcatori | 90’ Joe Shaughnessy |

| Arbitro: | Alan Muir |

|                        |           |  |
| Gary Mackay-Steven 40’ | Marcatori |  |

| Arbitro: | Greg Aitken |

|                                              |           |                                      |
| Genséric Kusunga 1’ (aut.) Ryan Porteous 30’ | Marcatori | 45'+1’ Kenny Miller 47’ Paul McGowan |

| Arbitro: | Craig Thomson |

|                                                            |           |  |
| Eamonn Brophy 6’ Eamonn Brophy 34’ (rig.) Greg Stewart 90’ | Marcatori |  |

| Arbitro: | Euan Anderson |

|                                |           |                                 |
| Oli Shaw 56’ Ryan Porteous 73’ | Marcatori | 6’ Adam Hammill 67’ Paul McGinn |

| Arbitro: | Bobby Madden |

|  |           |              |
|  | Marcatori | 65’ Oli Shaw |

| Arbitro: | Craig Thomson |

|                                        |           |  |
| Vykintas Slivka 1’ Florian Kamberi 59’ | Marcatori |  |

| Arbitro: | Greg Aitken |

|                   |           |                 |
| Ryan Porteous 80’ | Marcatori | 56’ Ryan Hardie |

| Arbitro: | Andrew Dallas |

|                     |           |                     |
| Alfredo Morelos 25’ | Marcatori | 86’ Darren McGregor |

| Arbitro: | Kevin Clancy |

|  |           |              |
|  | Marcatori | 28’ Olly Lee |

| Arbitro: | Bobby Madden |

|                    |           |  |
| David Turnbull 43’ | Marcatori |  |

| Arbitro: | Steven McLean |

|                    |           |                                                    |
| Simeon Jackson 24’ | Marcatori | 61’ Oli Shaw 70’ Darren McGregor 87’ Stevie Mallan |

| Arbitro: | Don Robertson |

|             |           |                                           |
| Oli Shaw 9’ | Marcatori | 12’ Andy Considine 22’ Gary Mackay-Steven |

| Arbitro: | Craig Thomson |

|                                    |           |  |
| Ryan Christie 24’ Oliver Burke 63’ | Marcatori |  |

| Arbitro: | Alan Muir |

|                                             |           |  |
| Florian Kamberi 17’ Marc McNulty 39’ (rig.) | Marcatori |  |

| Arbitro: | John Beaton |

|                                   |           |                                                                         |
| Paul McGowan 35’ Martin Woods 79’ | Marcatori | 26’ Florian Kamberi 39’ Marc McNulty 63’ Marc McNulty 66’ Stevie Mallan |

| Arbitro: | Gavin Duncan |

|                |           |                                          |
| Chris Kane 15’ | Marcatori | 65’ (rig.) Marc McNulty 84’ Marc McNulty |

| Arbitro: | Steven McLean |

|                     |           |                     |
| Florian Kamberi 76’ | Marcatori | 43’ Daniel Candeias |

| Arbitro: | Kevin Clancy |

|                                        |           |  |
| Marc McNulty 19’ (rig.) David Gray 39’ | Marcatori |  |

| Arbitro: | Nick Walsh |

|                           |           |                                   |
| Ryan Hardie 90'+1’ (rig.) | Marcatori | 71’ Paul Hanlon 75’ Stevie Mallan |

| Edimburgo 3 aprile 2019, ore 20:45 32ª giornata | Hibernian     | 0 – 0 referto | Kilmarnock | Easter Road Stadium (16.588 spett.)\| Arbitro: \| Steven McLean \| |
| Arbitro:                                        | Steven McLean |               |            |                                                                    |

| Arbitro: | Willie Collum |

|                  |           |                                   |
| Peter Haring 25’ | Marcatori | 28’ Daryl Horgan 56’ Daryl Horgan |

#### Seconda fase
| Edimburgo 21 aprile 2019, ore 13:30 1ª giornata | Hibernian  | 0 – 0 referto | Celtic | Easter Road Stadium (19.472 spett.)\| Arbitro: \| Nick Walsh \| |
| Arbitro:                                        | Nick Walsh |               |        |                                                                 |

| Arbitro: | Craig Thomson |

|                             |           |                  |
| Christophe Berra 69’ (aut.) | Marcatori | 84’ Uche Ikpeazu |

| Arbitro: | Bobby Madden |

|                   |           |  |
| Jermain Defoe 41’ | Marcatori |  |

| Arbitro: | Andrew Dallas |

|                          |           |  |
| Eamonn Brophy 32’ (rig.) | Marcatori |  |

| Arbitro: | Euan Anderson |

|                  |           |                                   |
| Marc McNulty 26’ | Marcatori | 43’ Sam Cosgrove 63’ James Wilson |

### Scottish Cup
| Arbitro: | Nick Walsh |

|                                                                                |           |  |
| Florian Kamberi 21’ Daryl Horgan 25’ Stevie Mallan 45’ (rig.) Daryl Horgan 53’ | Marcatori |  |

| Arbitro: | Bobby Madden |

|                                                       |           |                 |
| Daryl Horgan 22’ Vykintas Slivka 38’ Marc McNulty 58’ | Marcatori | 75’ Euan Murray |

| Arbitro: | Willie Collum |

|  |           |                                   |
|  | Marcatori | 62’ James Forrest 75’ Scott Brown |

### Scottish League Cup
| Arbitro: | Kevin Clancy |

|                                                      |           |                                            |
| David Gray 15’ Stevie Mallan 70’ Daryl Horgan 90'+1’ | Marcatori | 10’ Michael Gardyne 64’ (rig.) Josh Mullin |

| Arbitro: | Steven McLean |

|  |                      |  |
|  | Tiri di rigore 5 – 6 |  |

### UEFA Europa League
| Arbitro: | Manfredas Lukjancukas |

| |           |                   |
| Florian Kamberi 3’ (rig.) Florian Kamberi 21’ Oli Shaw 29’ Stevie Mallan 43’ Florian Kamberi 48’ Stevie Mallan 84’ | Marcatori | 53’ Petur Knudsen |

| Arbitro: | Luís Teixeira |

|                                                                               |           | |
| Efe Ambrose 1’ (aut.) Klaemint Olsen 5’ Klaemint Olsen 35’ Klaemint Olsen 57’ | Marcatori | 10’ John McGinn 16’ Lewis Stevenson 45’ David Gray 49’ Efe Ambrose 70’ Stevie Mallan 77’ Stevie Mallan |

| Arbitro: | Andreas Ekberg |

|                                                       |           |                                                       |
| Efe Ambrose 64’ David Gray 77’ Florian Kamberi 90'+3’ | Marcatori | 12’ Georgios Kyriakopoulos 35’ Georgios Kyriakopoulos |

| Arbitro: | Benoît Millot |

|                        |           |                 |
| Kosmas Tsilianidis 56’ | Marcatori | 44’ John McGinn |

| Edimburgo 9 agosto 2018, ore 20:45 3º Turno - Andata | Hibernian   | 0 – 0 referto | Molde | Easter Road Stadium (16.294 spett.)\| Arbitro: \| Ádám Farkas \| |
| Arbitro:                                             | Ádám Farkas |               |       |                                                                  |

| Arbitro: | Dennis Higler |

|                                                           |           |  |
| Erling Haaland 35’ Fredrik Aursnes 66’ Erling Haaland 82’ | Marcatori |  |